# Aconitum pseudobrunneum
Aconitum pseudobrunneum är en ranunkelväxtart som beskrevs av Wen Tsai Wang. Aconitum pseudobrunneum ingår i släktet stormhattar, och familjen ranunkelväxter. Inga underarter finns listade i Catalogue of Life.